# Pavlovičky
Pavlovičky (Duits: Paulowitz) is een wijk en kadastrale gemeente in de statutaire stad Olomouc. De wijk was tot 1919 een zelfstandige gemeente. In Pavlovičky wonen zo'n 500 mensen. In de wijk bevindt zich een eindpunt van de tram van Olomouc. In Pavlovičky is het museum Veteran Arena Olomouc gevestigd.

## Aanliggende kadastrale gemeenten
| Aanliggende kadastrale gemeenten | Aanliggende kadastrale gemeenten | Aanliggende kadastrale gemeenten | Aanliggende kadastrale gemeenten | Aanliggende kadastrale gemeenten |
| -------------------------------- | -------------------------------- | -------------------------------- | -------------------------------- | -------------------------------- |
|                                  |                                  | Černovír                         |                                  |                                  |
|                                  |                                  |                                  |                                  |                                  |
| Klášterní Hradisko               | Chválkovice                      |                                  |                                  |                                  |
|                                  |                                  |                                  |                                  |                                  |
| Olomouc-město                    |                                  |                                  |                                  | Bělidla                          |

Bělidla ·
Černovír ·
Droždín ·
Chomoutov ·
Chválkovice ·
Hejčín ·
Hodolany ·
Holice ·
Klášterní Hradisko ·
Lazce ·
Lošov ·
Nedvězí ·
Nemilany ·
Neředín ·
Nová Ulice ·
Nové Sady ·
Nový Svět ·
Olomouc-město ·
Pavlovičky ·
Povel ·
Radíkov ·
Řepčín ·
Slavonín ·
Svatý Kopeček ·
Topolany ·
Týneček